# Glenea octoguttata
Glenea octoguttata är en skalbaggsart som beskrevs av Stefan von Breuning 1956. Glenea octoguttata ingår i släktet Glenea och familjen långhorningar. Inga underarter finns listade i Catalogue of Life.